# Balen
Balen là một đô thị ở tỉnh Antwerp. Đô thị này gồm các thị trấn Balen và Olmen. Tại thời điểm ngày 1 tháng 1 năm 2009, Balen có dân số 20.643. Tổng diện tích là 72,88 km², với mật độ dân số of 283 người trên mỗi km².

## Cư dân nổi bật
- Tom Boonen vô địch đua xe đạp thế giới